# Woodsia canescens
Woodsia canescens là một loài thực vật có mạch trong họ Woodsiaceae. Loài này được (Kunze) Mett. miêu tả khoa học đầu tiên năm 1854.